# Chactuchac
Chactuchac es el álbum debut del grupo musical de Argentina Los Piojos. El álbum fue grabado y mezclado por Los Piojos y Adrián Rivarola entre junio y agosto del año 1992 en los Estudios Del Cielito. La idea para el primer álbum de estudio fue utilizar todo lo que fue compuesto entre los años 1988 y 1992, que el grupo musical venía tocando en vivo en ese entonces. El álbum fue reeditado en el año 2007 por El Farolito Discos.

## Grabación y lanzamiento
Chactuchac —todo junto, no como la canción que es separado— es el sonido del tren. Y en ese tren musical los personajes son de una marginalidad extraña. Musicalmente aún suenan las reminiscencias ochentosas y le añadieron el arrabal viejo y moderno con la versión roquera de «Yira - Yira» y las propias «Cancheros», «Los mocosos», «Cruel» o «Tan solo», se volverían posteriormente canciones insignia del grupo musical. Grabado en el invierno del ´92, en los estudios Del Cielito Records. La idea para el disco fue volcar todo lo compuesto entre el ‘88 y el ’92, todo lo que hacían en vivo. Fue la primera experiencia en grabaciones de estudio del grupo. La versión de la canción «Yira - Yira» los ubicó en un plano de atención mayor, por atrevidos. Las románticas «Tan solo» y «A veces» mostraban una veta sensible que lucieron con orgullo. Los Piojos trataban de tocar todos los fines de semana. El año ’93 fue próspero en cuanto a presentaciones en vivo y una gira los llevó a Rosario, Mar del Plata y Bahía Blanca. El grupo musical entonces se empezaba a escuchar, luego serían parte del cambio de un nuevo medio para el rock argentino: El rock TV, inundando de videos musicales que se repetían una y otra vez, cosa que para muchos grupos fue satisfactorio, al menos por algún tiempo.

## Lista de canciones
| N.º | Título                 | Escritor(es)                                                                                       | Duración |  |
| 1.  | «Llevátelo»            | Andrés Ciro Martínez                                                                               | 5:33     |  |
| 2.  | «Chac tu chac»         | Andrés Ciro Martínez, Miguel Ángel Rodríguez, Daniel "Piti" Fernández, Daniel Buira y Pablo Guerra | 3:36     |  |
| 3.  | «Tan solo»             | Andrés Ciro Martínez                                                                               | 3:58     |  |
| 4.  | «Cancheros»            | Andrés Ciro Martínez y Daniel Buira                                                                | 4:49     |  |
| 5.  | «Los mocosos»          | Andrés Ciro Martínez y Pablo Guerra                                                                | 4:58     |  |
| 6.  | «A veces»              | Los Piojos y "Pocho" Roca                                                                          | 3:46     |  |
| 7.  | «Blues del traje gris» | Andrés Ciro Martínez y Tian Brass                                                                  | 2:53     |  |
| 8.  | «Yira-yira»            | Enrique Santos Discépolo                                                                           | 2:58     |  |
| 9.  | «Pega-pega»            | Andrés Ciro Martínez y Pablo Guerra                                                                | 3:39     |  |
| 10. | «Siempre bajando»      | Andrés Ciro Martínez, Daniel "Piti" Fernández y Diego Chávez*                                      | 4:46     |  |
| 11. | «Cruel»                | Andrés Ciro Martínez                                                                               | 4:06     |  |

(*): Primer cantante de Los Piojos.

## Créditos
- Andrés Ciro Martínez: Voz, armónica y coros.
- Daniel "Piti" Fernández: Guitarra y coros.
- Gustavo "Tavo" Kupinski: Guitarra y coros.
- Miguel Ángel "Micky" Rodríguez: Bajo y coros.
- Daniel "Dani" Buira: Batería, percusión y coros.
- Lisa Di Cione: Teclados.

## Canciones descartadas
- «Ay qué maravilla»
- «Linda nena»
- «Uh! Gabriela»
- «Carpincho»
- «Blues de San Martín»
- «Blues del gato sarnoso»